# نهر كوي (كاليدونيا الجديدة)
نهر كوي هو نهر في كاليدونيا الجديدة. تبلغ مساحة مستجمعه المائي 150 كيلومترًا مربعًا. 